# Призрак в невидимом бикини
«Призрак в невидимом бикини» (англ. The Ghost in the Invisible Bikini) — американский комедийный музыкальный фильм ужасов 1966 года. Снят в поджанре «пляжная вечеринка». В этой ленте персонажи резвятся в доме с привидениями и прилегающем к нему бассейне; никакого пляжа в картине нет.

## Сюжет
Призрак недавно умершего мистера Хайрема Стокли выясняет, что у него есть 24 часа, чтобы совершить одно доброе дело, и тогда он попадёт на Небеса. Призрак прибегает к помощи своей давно умершей подруги Сесили (она тоже, конечно же, призрак), чтобы помешать своему адвокату Реджинальду Рипперу и его приспешнику незаконно завладеть имуществом.
Тем временем настоящие наследники: Чак Филлипс, Лили Мортон, Миртл Форбуш и её сын, приводят своих друзей — любителей пляжных вечеринок в особняк умершего Стокли, чтобы от души отдохнуть в нём и в прилегающем бассейне.
Узнав об этом, Риппер просит (за вознаграждение) свою дочь Синистру хорошенько напугать отдыхающую молодёжь. В помощь ей он нанимает тупоголовых помощников: индейца Куриное Перо, Дж. Синистера Халка и «Принцессу Йоланду». Также кусок поместья хочет оттяпать себе байкер-банда «Крысиная стая».

## В ролях
- Томми Кирк — Чак Филлипс
- Дебора Уолли — Лили Мортон
- Арон Кинкейд[англ.] — Бобби
- Куинн О’Хара[англ.] — Синистра
- Джесси Уайт[англ.] — Дж. Синистер Халк
- Бэзил Рэтбоун — Реджинальд Риппер, адвокат
- Пэтси Келли — Миртл Форбуш
- Борис Карлофф — недавно умерший мистер Хайрем Стокли в поисках вечной молодости[2]
- Сьюзан Харт[англ.] — Сесили, его подруга, призрак, помогающий Стокли в поисках
- Нэнси Синатра — Вики
- Клаудия Мартин — Лулу
- Фрэнсис Бушмен — Малкольм[3]
- Бенни Рубин — индеец Куриное Перо
- Бобби Шоу Чэнс[англ.] — Принцесса Йоланда
- Джордж Бэрроус[англ.] — монстро-горилла
- Пиккола Пупа — Пиккола
- Лури Холмс — Лури
- Эд Гарнер — Эд
- Фрэнк Алезия[англ.] — Фрэнк
- Мэри Бет Хьюз — Мэри
- Салли Сачс — Салли
- Пэтти Чендлер — Пэтти
- Сью Хэмилтон — Сью
- Альберта Нельсон[англ.] — Киска
- The Bobby Fuller Four — в роли самих себя (исполняют две песни)
- Херб Андресс[англ.] — статуя (в титрах не указан)

Байкер-банда «Крысиная стая»
- Харви Лембек[англ.] — Эрик фон Зиппер, главарь
- Энди Романо[англ.] — Джей Ди, член
- Мирна Росс — член
- Джерри Брюше — член
- Боб Харви — член
- Джон Маччия — член
- Аллен Файф — член

## Создание и показ
Рабочими названиями картины были «Пижамная вечеринка в доме с привидениями» и «Бикини-вечеринка в доме с привидениями», также в процессе работы она была известна под названием «Девушка в стеклянном бикини» (это название можно увидеть в виде промо в финальных титрах ленты 1965 года «Доктор Голдфут и бикини-машины»). Главные роли должны были исполнить Аннетт Фуничелло и Фрэнки Авалон, но в итоге их заменили Дебора Уолли и Томми Кирк, соответственно. Режиссёром фильма планировался Уильям Эшер, но он был заменён Доном Уайсом. На роль комичного индейца Куриное Перо планировался известный комедийный актёр Бастер Китон, но тот серьёзно заболел (умер в феврале 1966 года), поэтому вместо него был взят далеко не такой известный Бенни Рубин.
Съёмки стартовали в сентябре 1965 года.
Одну из ролей в фильме исполнила Клаудия Мартин, дочь известного певца и актёра Дина Мартина. Это было её второе из трёх появлений на широком экране, известной актрисой она так и не стала.
Сцена, в которой Эрик фон Зиппер на мотоцикле влетает в пруд, позднее была использована в фильме AIP «Рождённые неприкаянными» (1967).
Продюсеры картины, Сэмюэл Аркофф и Джеймс Николсон, отсмотрев готовый фильм, остались недовольны и приказали переснять ряд сцен и добавить несколько новых. В частности, была добавлена сюжетная линия со стариком, который должен совершить доброе дело для того, чтобы обрести вечную молодость, ему в этом помогает сексуальная девушка-призрак в невидимом бикини. Именно после этого предполагаемые названия — «Пижамная вечеринка в доме с привидениями» и «Бикини-вечеринка в доме с привидениями» — были отвергнуты, и фильм получил новое: «Призрак в невидимом бикини». На роль старика согласился Борис Карлофф, а роль девушки-призрака исполнила жена Николсона, Сьюзан Харт. Ни Карлофф, ни Харт никаким образом не контактировали с другими актёрами этой ленты, сцены с ними были сняты позже и совершенно отдельно, и после вмонтированы в готовый уже фильм.
Премьера ленты состоялась 6 апреля 1966 года в Бостоне. 1 декабря того же года она была показана в Мексике, в 2002 году фильм впервые был показан в Германии (по телевидению).
При бюджете в 600 000 долларов (ок. 5,2 млн долларов в ценах 2022 года) фильм собрал в прокате полтора миллиона, что было расценено как кассовый провал. Больше American International Pictures не снимала фильмов тематики «пляжная вечеринка», студия переключилась на более востребованные актуальные темы: драг-рейсинг и фильмы о байкерах.
В фильме исполняются пять песен:
- Geronimo — Нэнси Синатра
- Don't Try to Fight It Baby — Куинн О’Хара[англ.]
- Stand Up and Fight — Пиккола Пупа
- Swing A-Ma Thing — The Bobby Fuller Four
- Make the Music Pretty — The Bobby Fuller Four

## Критика
- Los Angeles Times. «Фильм мало чем отличается от своих предшественников, если не считать слухов о том, что эта пляжная вечеринка в доме с привидениями станет последней в длинной серии AIP…», «Старожилы придают картине некоторый класс…»
- Variety. «В целом, хорошая попытка, но не хватает сценария и вдохновения…»
- Винсент Кэнби, The New York Times. «Фильм провалился в прокате»[12].